# Monte Liberal
Monte Liberal är en ort i Mexiko.   Den ligger i kommunen San Lucas Ojitlán och delstaten Oaxaca, i den sydöstra delen av landet, 300 km sydost om huvudstaden Mexico City. Monte Liberal ligger 173 meter över havet och antalet invånare är 101.
Terrängen runt Monte Liberal är huvudsakligen kuperad, men åt sydväst är den bergig. Runt Monte Liberal är det ganska glesbefolkat, med 40 invånare per kvadratkilometer. Närmaste större samhälle är San Juan Bautista Valle Nacional, 20,0 km söder om Monte Liberal. 